# Maxim Mehmet
Pour les articles homonymes, voir Mehmet.
Maxim Mehmet, né le 2 juillet 1975 à Cassel, en Hesse (Allemagne), est un acteur allemand.

## Biographie
Il a hérité son nom de famille de son grand-père tatar de Crimée. Il a vécu avec son épouse à Berlin avant de déménager à Vienne.

## Filmographie partielle

### Au cinéma
- 2005 : NVA (de) : Aurich
- 2006 : Atome
- 2008 : Baron Rouge : Sternberg
- 2008 : Fleisch ist mein Gemüse (de) : Heinz Strunk
- 2008 : U-900 (de) : Leutnant Frank Messerschmidt
- 2009 : Le jour viendra (de) : Mo
- 2009 : Männerherzen (de) : Philip Henrion
- 2009 : Baston pour le ballon rond (de) : Henning / Malte
- 2009 : Liebe Mauer (de) : Sascha
- 2011 : Wintertochter (de) : Daniel
- 2011 : Secret meurtrier (de) : David Ahrens
- 2011 : Männerherzen … und die ganz ganz große Liebe (de) : Philip Henron
- 2011 : Faust : l'ami de Valentin
- 2012 : Vent d'ouest : Rupert
- 2013 : Sputnik (de) : Torsten Bode
- 2013 : Aschenbrödel und der gestiefelte Kater (en) : Chefkoch
- 2015 : My Skinny Sister (en) : Jacob
- 2015 : Heidi : Herr Sesemann
- 2016 : Wie Männer Über Frauen Reden (cy) : Yuppie
- 2017 : Schatz, Nimm Du Sie! (cy) : Marc
- 2019 : Baghdad in My Shadow (cy) : Sven
- 2022 : Tell It Like a Woman : Karl

### À la télévision
- 2004 : L'Attentat contre Hitler - 20 juillet 1944 (Die Stunde der Offiziere) : Oberfeldwebel Werner Vogel (téléfilm)
- 2006 : En toute amitié (In aller Freundschaft) : Moritz Fenner (série télévisée, 1 épisode)
- 2006 : Le Naufrage du Pamir : Erich Schindlecker (téléfilm)
- 2006 : Abschnitt 40 (de) : Jan Tanner (série télévisée, 1 épisode)
- 2008 : Nacht vor Augen (de) : Felix (téléfilm)
- 2008 : Ein Job (de) : Azad Mem (téléfilm)
- 2008-2015 : Tatort : Kriminaltechniker Wolfgang Menzel (série télévisée, 21 épisodes)
- 2009 : Brigade du crime : Gero Lehnert (série télévisée, 1 épisode)
- 2009 : Großstadtrevier (de) : Nils Ritter (série télévisée, 1 épisode)
- 2009 : Les Contes de Grimm : L'Astucieuse fille du paysan (de) : König (téléfilm)
- 2010 : Fasten à la Carte : Paul Scheffke (téléfilm)
- 2011 : Im falschen Leben (de) : Nils (téléfilm)
- 2012 : Deckname Luna (de) : Dr. Oskar Herrmann (série télévisée)
- 2013 : Guerre de génération : Hauptmann Feigl (mini-série télévisée, 2 épisodes)
- 2013 : Der Tote im Eis (de) : Edgar (téléfilm)
- 2014 : Die Fahnderin (de) : Klaus Hartl (téléfilm)
- 2014 : Neufeld, mitkommen! (de) : Stellvertr. Schulrat (téléfilm)
- 2014 : Männertreu (de) : Thomas Sahl (téléfilm)
- 2014 : Let’s go ! (de) : Vater (téléfilm)
- 2015 : Engel unter Wasser - Ein Nordseekrimi (de) : Ströver (téléfilm)
- 2015 : Im Namen meines Sohnes (de) : Kommissar Schnabel (téléfilm)
- 2016 : Gotthard (de) : Max Bühl (série télévisée, 2 épisodes)
- 2017 : Culpa - Niemand ist ohne Schuld (de) : visée (mini-série télé, 1 épisode)
- 2018-2025 : Friesland (de) : Henk Cassens (série télévisée, 18 épisodes)
- 2019 : Wenn's um Liebe geht : Vincent Herzog (téléfilm)
- 2019 : Ein himmlisch fauler Engel (de) : Hans Cornelius (téléfilm)
- 2020 : Schönes Schlamassel (de) : Daniel (téléfilm)
- 2024 : Citadel : Diana : Rainer Weber (série télévisée, 3 épisodes)

## Récompenses et distinctions
- Maxim Mehmet : Récompenses, sur l'Internet Movie Database